# Пибоди, Сандра
Сандра Пибоди (англ. Sandra Peabody; род. 11 января 1948, Провиденс) — американская актриса, продюсер и сценаристка.

## Биография
Сандра Ли Пибоди родилась 11 января 1948 года. Отец Сандры, Макс Оливер Пибоди-младший, был плотником и ветераном войны . Её мать, Роуз Пибоди, была домохозяйкой. У неё есть старшая сестра Джуди Эллен Пибоди. Будучи подростком, Пибоди жила в Форт-Лодердейле, где училась в средней школе Странахана, в которой она преуспела в учёбе, была университетской чирлидершей и проявила интерес к актёрскому мастерству — стала участвовать в школьных постановках и начала получать роли в постановках местного профессионального театра.
Обученная технике Майснера непосредственно у преподавателя актёрского мастерства Сэнфорда Майснера, она прежде всего известна своими ранними ролями «королевы крика» в фильмах ужасов 1970-х годов и своей последующей карьерой в качестве удостоенного наград телепродюсера. За свою продюсерскую карьеру она получила награды, в том числе премию «Эмми» и премию CableACE.

## Фильмография
- 1970 — Самое грязное шоу в городе / The Filthiest Show in Town — Ольга
- 1972 — Последний дом слева / The Last House on the Left — Мэри Коллингвуд
- 1972 — Голоса желаний / Voices of Desire — Анна Рид
- 1973 — Убийства в массажном салоне / Massage Parlor Murders! — Гвен
- 1974 — Наследие Сатаны / Legacy of Satan — служительница культа
- 1975 — Путешествующие автостопом подростки / Teenage Hitchhikers — Бёрд